# Stanisziwka
Stanisziwka (ukr. Станішівка) – wieś na Ukrainie, w obwodzie kijowskim, w rejonie wyszogrodzkim, w hromadzie Iwanków. W 2001 liczyła 421 mieszkańców.